# 斯卡達爾峰
61°29′07″N 8°20′22″E / 61.48528°N 8.33944°E

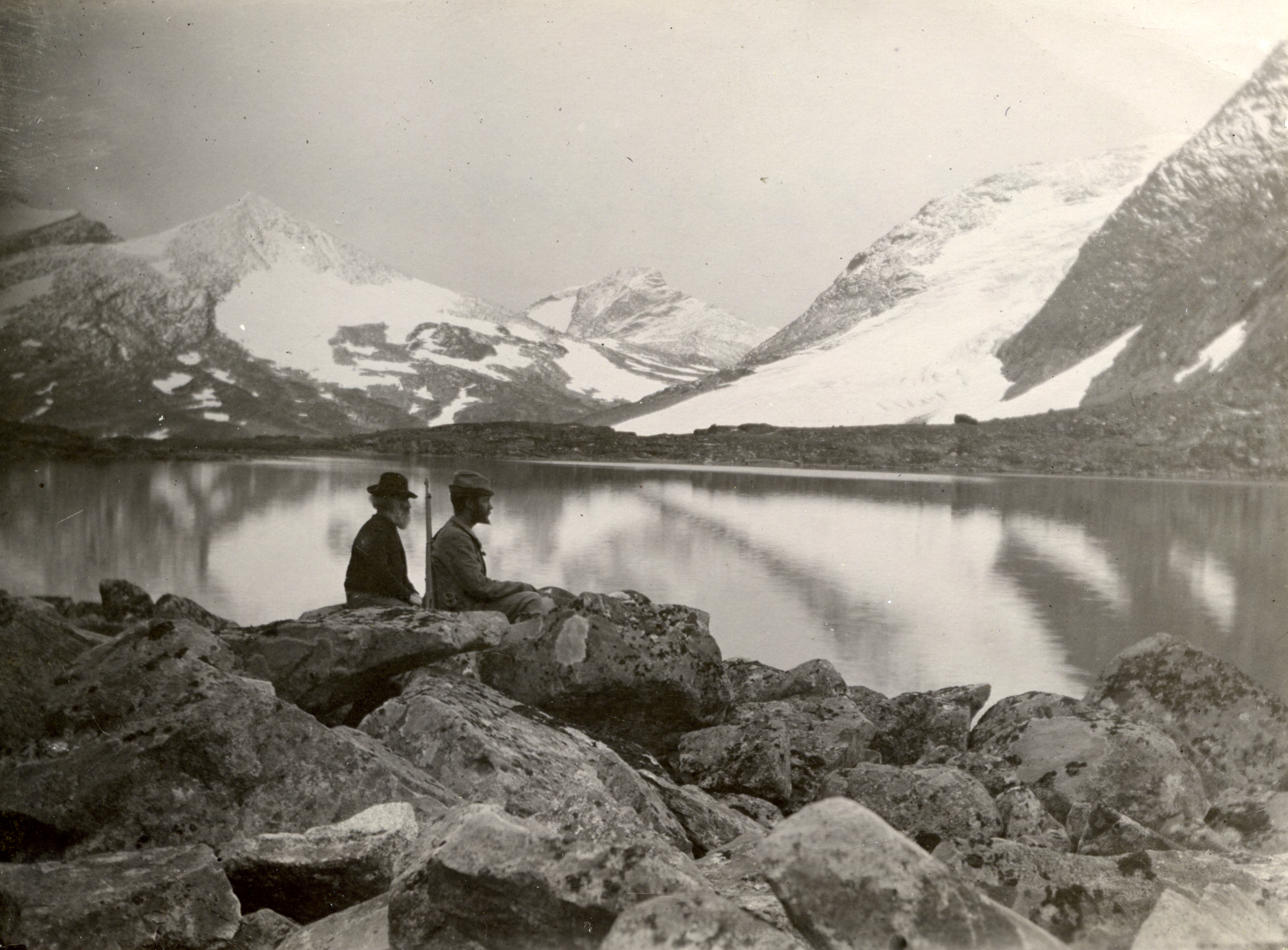

斯卡達爾峰是挪威的山峰，位於該國東南部內陸郡，處於洛姆，距離首都奧斯陸220公里，屬於尤通黑門山脈的一部分，海拔高度1,880米。